# عبدالله الحمدان
عبدالله الحمدان (زادهٔ ۱۲ سپتامبر ۱۹۹۹) بازیکن فوتبال اهل عربستان سعودی است که در پست مهاجم برای باشگاه فوتبال الهلال بازی میکند .

## افتخارات

### الهلال
- لیگ حرفه‌ای فوتبال عربستان : ۲۰۲۰-۲۱ و ۲۲–۲۰۲۱

- لیگ قهرمانان آسیا :  ۲۰۲۱
- جام پادشاهی عربستان :۲۰۲۲–۲۰۲۳
- سوپرجام فوتبال عربستان : ۲۰۲۱

### تیم ملی زیر ۲۰ سال عربستان
- مسابقات فوتبال زیر ۱۹ سال آسیا : ۲۰۱۸